# 山龙眼小煤炱
山龙眼小煤炱（学名：Meliola heliciae）是属于小煤炱目小煤炱科小煤炱属的一种真菌，寄生在山龙眼上。该种分布于台湾。